# Andersen Worldwide
Andersen Worldwide Société Coopérative (AWSC) war die in der Schweiz ansässige Holding für die Wirtschaftsprüfungsgesellschaft Arthur Andersen und die Unternehmensberatung Andersen Consulting (heute Accenture).

## Geschichte
Die Holding wurde 1989 begründet, nachdem aufgrund von Abgrenzungskonflikten zwischen den Geschäftsbereichen von Andersen (Prüfung und Beratung) die Aufteilung in Arthur Andersen und Andersen Consulting erfolgte.
Die grundsätzlichen Abgrenzungskonflikte bestanden allerdings weiter, so dass 1997 die Unternehmensberatung Andersen Consulting offiziell die Loslösung von der Wirtschaftsprüfungsgesellschaft Arthur Andersen anstrebte. Im Jahr 2000 erreichte Andersen Consulting die gewünschte, vollständige Trennung von Andersen Worldwide und Arthur Andersen durch einen Schiedsspruch der Internationalen Handelskammer. Als Folge des Schiedsspruchs änderte Andersen Consulting zum 1. Januar 2001 seinen Namen zu Accenture.